# グラン・プリ
『グラン・プリ』（Grand Prix）は、1966年に公開されたカーアクション映画。主演はジェームズ・ガーナー。監督はジョン・フランケンハイマー、音楽はモーリス・ジャールが担当した。

## 概要
モータースポーツのトップカテゴリであるF1グランプリを舞台に、ドライバーズチャンピオンの栄光をかけて戦う4人のF1ドライバーの運命を追ったフィクションである。サブプロットとして、そのような危険なライフスタイルを持つ男達と共に生きようとする女性達に焦点が当てられる。原作はロバート・デイリーが1963年に発表したノンフィクション『The Cruel Sport』。
撮影は65mmフィルムで行われ、シネラマの大画面で公開された。タイトルデザインをソール・バスが担当している。
公開当時F1に参戦していたホンダをモデルにした「ヤムラ（矢村）」チームが登場し、本田宗一郎を思わせるチームオーナー役を三船敏郎が演じている。既に国際的評価を得ていた「世界のミフネ」がハリウッド映画に初めて出演した作品であった。

## あらすじ
F1シーズンの開幕戦、伝統のモナコグランプリで大事故が起きた。ジョーダン・BRMチーム所属のアメリカ人レーサー、ピート・アロンは辛くも難を逃れたが、チームメイトのスコット・ストッダードが重傷を負った責任を負わされ、チームから解雇された。アロンは日本のヤムラチームと第3ドライバー契約を結び、期待に応えてワールドチャンピオン争いに加わる活躍をみせた。
アロンと競い合う有力ドライバーは3人。マネッタ・フェラーリチームのエースであるフランス人のジャン＝ピエール・サルティは、2度のワールドチャンピオン経験を持つ大ベテラン。サルティのチームメイトであるイタリア人のニーノ・バルリーニは、二輪グランプリの元・王者であり、将来を嘱望されている。開幕戦の負傷からカムバックしたイギリス人のストッダードは、レーサーとして成功した亡き兄を目標としている。
命懸けのレースの合間には男と女のドラマもあった。ストッダードの妻パットは元・モデル時代の生活が忘れられず、夫を捨ててアロンに接近しようとする。サルティは大手自動車会社を経営する妻モニークとの関係が冷え切り、パーティーで知り合ったファッション雑誌編集者のルイーズと深い仲になっていく。
4人のドライバーによるワールドチャンピオン争いは僅差のまま最終戦イタリアグランプリを迎えた。ハイスピードの接近戦、大波乱の展開の末、最終ラップに劇的なクライマックスを迎える。

## キャスト
| 役名                         | 俳優                       | 日本語吹替                                      |
| 役名                         | 俳優                       | 東京12ch版                                      |
| ---------------------------- | -------------------------- | ----------------------------------------------- |
| ピート・アロン               | ジェームズ・ガーナー       | 森川公也                                        |
| ジャン＝ピエール・サルティ   | イヴ・モンタン             | 家弓家正                                        |
| スコット・ストッダード       | ブライアン・ベッドフォード | 青野武                                          |
| ニーノ・バルリーニ           | アントニオ・サバト         |                                                 |
| 矢村以蔵                     | 三船敏郎                   | 森山周一郎                                      |
| アゴスティーニ・マネッタ     | アドルフォ・チェリ         | 吉沢久嘉                                        |
| ライオネル・ブラムリー       | ジョージ・ファース         | 加茂喜久                                        |
| ユゴー・シモン               | クロード・ドーファン       | 北村弘一                                        |
| ジェフ・ジョーダン           | ジャック・ワトソン         | 真木恭介                                        |
| ウォレス・ベネット           | ドナルド・オブライエン     |                                                 |
| 医師                         | アルベール・レミー         |                                                 |
| ルイーズ・フレデリクソン     | エヴァ・マリー・セイント   | 北浜晴子                                        |
| パット・ストッダード         | ジェシカ・ウォルター       | 池田昌子                                        |
| リーザ                       | フランソワーズ・アルディ   |                                                 |
| グイド                       | エンツォ・フィエルモンテ   |                                                 |
| モニーク・ドゥルボ・サルティ | ジュヌヴィエーヴ・パージュ | 沢田敏子                                        |
| ストッダード夫人             | レイチェル・ケンプソン     |                                                 |
| ストッダード                 | ラルフ・マイケル           |                                                 |
| 通訳                         | 飛鳥井雅昭                 |                                                 |
| 不明 その他                  | N/A                        | 村松康雄 藤本譲 嶋俊介 広瀬正志 宮下勝          |
| 日本語版スタッフ             |                            |                                                 |
| 演出                         | 演出                       | 高桑慎一郎                                      |
| 翻訳                         | 翻訳                       | 古賀牧彦                                        |
| 効果                         |                            |                                                 |
| 調整                         |                            |                                                 |
| 制作                         | 制作                       | 東北新社                                        |
| 解説                         | 解説                       | 南俊子                                          |
| 初回放送                     | 初回放送                   | 1974年4月11日・18日 『木曜洋画劇場』 ノーカット |

## 撮影
他に類を見ないレースシーンの撮影技術がこの映画の呼び物の一つとなっている。フランケンハイマー監督率いる約260名の撮影隊はF1コンストラクターの協力を得て、1966年（昭和41年）の6か国のグランプリで撮影を行った。F1フォトジャーナリストのベルナール・カイエが仲介役となり、ヨアキム・ボニエ、リッチー・ギンサー、ボブ・ボンデュラントらF1ドライバーがアドバイザーとして協力した。ブルース・マクラーレン（マクラーレンの創始者）、フィル・ヒル（1961年のワールドチャンピオン）、グラハム・ヒル（1962、1968年のワールドチャンピオン）らは役名付きで出演した。
主役の4人の俳優は、実際にマシンを運転できるようにジム・ラッセル・レーシングスクールで教習を受け、撮影時に走行した。中でも主演のジェームズ・ガーナーはメキメキと頭角を現し、プロにも迫るほどの腕前に成長したという。ストッダード役のブライアン・ベッドフォードは公道の自動車免許を持っていなかった。
走行シーンに実物のF1マシンは使用できなかったので、F3マシンをモディファイして使用した。マシンがコースから飛び出すシーンでは、人形を乗せたマシンを大砲で射出した。
テクニカル・コンサルタントとしてキャロル・シェルビーが参加。レースの走行映像はフォード・GT40を改造したカメラカーで撮影した。また、フォーミュラカーのフロント部分にカメラを搭載し、ドライバー目線の迫真の映像を収めた（このためにNASAと共同で耐震カメラ台を開発した）。F1のテレビ中継では1980年代以降に車載カメラの映像が普及するが、本作はそれを先取りするものであった。
通常、部外者には門戸を開かないフェラーリのファクトリーでの撮影も特別に許可され、当時の雰囲気を知ることのできる貴重な映像となっている。

### 出演したドライバー
オープニングフィルムに掲載されている順に表記する。
- グラハム・ヒル
- クリス・エイモン
- ロレンツォ・バンディーニ
- ジャン＝ピエール・ベルトワーズ
- ボブ・ボンデュラント (Bob Bondurant)
- ヨアキム・ボニエ
- ジャック・ブラバム
- Kenn Costello
- ファン・マヌエル・ファンジオ
- ジュゼッペ・ファリーナ
- ポール・フレール
- リッチー・ギンサー
- ダン・ガーニー
- フィル・ヒル
- デニス・ハルム
- トニー・ランフランキ (Tony Lanfranchi)
- ギ・リジェ
- ブルース・マクラーレン
- マイク・パークス (Mike Parkes)
- アンドレ・ピレット (André Pilette)
- ピーター・レブソン
- ヨッヘン・リント
- ジム・ラッセル (Jim Russell)
- ルドヴィコ・スカルフィオッティ
- ジョー・シュレッサー
- Skip Scott
- ジョー・シフェール
- マイク・スペンス (Mike Spence)

作中でアロン（ガーナー）はクリス・エイモン、サルティ（モンタン）はジョン・サーティース、ストッダード（ベッドフォード）はジャッキー・スチュワートのヘルメットを装着している。

### 舞台となったグランプリ
※印は撮影隊が帯同したレース。
- 第1戦 モナコグランプリ（モンテカルロ市街地コース）※
- 第2戦 フランスグランプリ（ランス、撮影はクレルモン＝フェラン）※
- 第3戦 ベルギーグランプリ（スパ・フランコルシャン）※
- 第4戦 ドイツグランプリ（ニュルブルクリンク）
- 第5戦 オランダグランプリ（ザンドフォールト）※
- 第6戦 アメリカグランプリ（ワトキンズ・グレン）
- 第7戦 メキシコグランプリ（エルマノス・ロドリゲス）
- 第8戦 イギリスグランプリ（ブランズ・ハッチ）※
- 第9戦 イタリアグランプリ（モンツァ）※

実際の1966年のF1グランプリは開催国・サーキットは同じだが開催順が異なっている（モナコ・ベルギー・フランス・イギリス・オランダ・ドイツ・イタリア・アメリカ・メキシコの順）。
作中で描かれたモナコグランプリのコースで車輌が海に転落するというアクシデントは実際に2度起きている。1955年のアルベルト・アスカリと1965年のポール・ホーキンスだが、2人とも転落後に脱出し無事に救助された。
最終戦イタリアグランプリの舞台となるモンツァサーキットでは、1961年に観客を巻きこむ死傷事故が起きて以来高速のオーバルトラック区間は使用していなかった。本作ではイタリアGPとは別の日にエキストラを集め、オーバルを走行するレースシーンを撮影した。

## 受賞
第39回アカデミー賞
- 編集賞
- 録音賞
- 音響編集賞

## 補足
本作品のテーマ曲をカラベリが編曲、演奏したバージョンは、かつてNHK-FM放送で月～金の19時15分から放送されていた『サウンド・オブ・ポップス』のオープニング・エンディング曲として長らく使用されていた。
本作の映像ソフトはビデオとLD化されて以降、DVDは日本国内で長らく発売されなかった。しかし、2011年にDVDがレンタル用、BDがセル用としてリリースされた。
作中の三船敏郎のセリフにおいて、日本語で日本人技術者等と話すセリフは本人の音声が使われ、主人公との会話での英語セリフは英語が第一言語のポール・フリーズによる吹替が使われている。当時のこうした外国人のセリフの言語によっての音声の切り替わりは普通であり、現在ではとても珍しい手法である。
出演を決めた三船は同時期にオファーを受けていた『007は二度死ぬ』の出演を断っており、その役は丹波哲郎が演じた。